# Il commissario Montalbano. Le prime indagini
Il Commissario Montalbano. Le prime indagini è una raccolta dei primi tre romanzi di Andrea Camilleri che hanno come protagonista il commissario Salvo Montalbano pubblicata da Sellerio editore nel 2008.
A più di dieci anni di distanza dalla sua prima apparizione nel 1994, il commissario Montalbano e i suoi amici e collaboratori, grazie anche alla trasposizione televisiva delle sue indagini, sono divenuti i più conosciuti e apprezzati dai lettori e spettatori italiani.
Questi primi tre romanzi sono stati tradotti in più di trenta lingue.

## Contenuti
I romanzi: 
- La forma dell'acqua (1994);
- Il cane di terracotta (1996);
- Il ladro di merendine (1996).

## Edizioni
- Andrea Camilleri, Il commissario Montalbano. Le prime indagini, Palermo, Sellerio, 2008,  p. 591, ISBN 978-88-389-2329-6.